# Historique du parcours européen du CSKA Moscou
Cet article présente les différentes campagnes européennes réalisées par le CSKA Moscou depuis sa première participation à la Coupe des clubs champions en 1971.
La performance la plus notable du club a lieu en 2005, année qui le voit remporter la Coupe UEFA et prendre part à la Supercoupe de l'UEFA, qu'il perd cependant face à Liverpool. Dans les autres compétitions européennes, le CSKA prend notamment part à la Coupes des coupes à deux reprises au début des années 1990, n'y dépassant jamais le premier tour, ainsi qu'à la Ligue des champions à quinze reprises, arrivant notamment au stade des quarts de finale en 2010.

## Résultats en compétitions européennes

### Légende du tableau
| Vainqueur de la compétition | Victoire ou qualification | Match nul | Défaite ou élimination |

### Résultats
Note : dans les résultats ci-dessous, le score du club est toujours donné en premier.
| Saison                                         | Compétition                                    | Tour                                           | Club                                           | Domicile                                       | Extérieur                                      | Total                                          |
| Représentant de l'Union soviétique (1971-1991) | Représentant de l'Union soviétique (1971-1991) | Représentant de l'Union soviétique (1971-1991) | Représentant de l'Union soviétique (1971-1991) | Représentant de l'Union soviétique (1971-1991) | Représentant de l'Union soviétique (1971-1991) | Représentant de l'Union soviétique (1971-1991) |
| ---------------------------------------------- | ---------------------------------------------- | ---------------------------------------------- | ---------------------------------------------- | ---------------------------------------------- | ---------------------------------------------- | ---------------------------------------------- |
| 1971-1972                                      | Coupe des clubs champions                      | Premier tour                                   | Galatasaray SK                                 | 3 - 0                                          | 1 - 1                                          | 4 - 1                                          |
| 1971-1972                                      | Coupe des clubs champions                      | Deuxième tour                                  | Standard de Liège                              | 1 - 0                                          | 0 - 2                                          | 1 - 2                                          |
| 1981-1982                                      | Coupe UEFA                                     | Premier tour                                   | Sturm Graz                                     | 2 - 1                                          | 0 - 1                                          | 2 - 2E                                         |
| 1991-1992                                      | Coupe des coupes                               | Premier tour                                   | AS Rome                                        | 1 - 2                                          | 1 - 0                                          | 2 - 2E                                         |
| Représentant de la Russie (depuis 1992)        |                                                |                                                |                                                |                                                |                                                |                                                |
| 1992-1993                                      | Ligue des champions                            | Premier tour                                   | Víkingur Reykjavík                             | 4 - 2                                          | 1 - 0                                          | 5 - 2                                          |
| 1992-1993                                      | Ligue des champions                            | Deuxième tour                                  | FC Barcelone                                   | 1 - 1                                          | 3 - 2                                          | 4 - 3                                          |
| 1992-1993                                      | Ligue des champions                            | Groupe A                                       | Club Bruges                                    | 1 - 2                                          | 0 - 1                                          | Quatrième                                      |
| 1992-1993                                      | Ligue des champions                            | Groupe A                                       | Glasgow Rangers                                | 0 - 1                                          | 0 - 0                                          | Quatrième                                      |
| 1992-1993                                      | Ligue des champions                            | Groupe A                                       | Olympique de Marseille                         | 1 - 1                                          | 0 - 6                                          | Quatrième                                      |
| 1994-1995                                      | Coupe des coupes                               | Premier tour                                   | Ferencváros TC                                 | 2 - 1                                          | 1 - 2 ap                                       | 3 - 3 (6 - 7 tab)                              |
| 1996-1997                                      | Coupe UEFA                                     | Deuxième tour Q                                | ÍA Akranes                                     | 4 - 1                                          | 2 - 0                                          | 6 - 1                                          |
| 1996-1997                                      | Coupe UEFA                                     | Premier tour                                   | Feyenoord Rotterdam                            | 0 - 1                                          | 1 - 1                                          | 1 - 2                                          |
| 1999-2000                                      | Ligue des champions                            | Deuxième tour Q                                | Molde FK                                       | 2 - 0                                          | 0 - 4                                          | 2 - 4                                          |
| 2000-2001                                      | Coupe UEFA                                     | Premier tour                                   | Viborg FF                                      | 0 - 0                                          | 0 - 1 ap                                       | 0 - 1                                          |
| 2002-2003                                      | Coupe UEFA                                     | Premier tour                                   | Parme FC                                       | 1 - 1                                          | 2 - 3                                          | 3 - 4                                          |
| 2003-2004                                      | Ligue des champions                            | Deuxième tour Q                                | Vardar Skopje                                  | 1 - 2                                          | 1 - 1                                          | 2 - 3                                          |
| 2004-2005                                      | Ligue des champions                            | Deuxième tour Q                                | Neftchi Bakou                                  | 2 - 0                                          | 0 - 0                                          | 2 - 0                                          |
| 2004-2005                                      | Ligue des champions                            | Troisième tour Q                               | Glasgow Rangers                                | 2 - 1                                          | 1 - 1                                          | 3 - 2                                          |
| 2004-2005                                      | Ligue des champions                            | Groupe H                                       | FC Porto                                       | 0 - 1                                          | 0 - 0                                          | Troisième                                      |
| 2004-2005                                      | Ligue des champions                            | Groupe H                                       | Paris Saint-Germain                            | 2 - 0                                          | 3 - 1                                          | Troisième                                      |
| 2004-2005                                      | Ligue des champions                            | Groupe H                                       | Chelsea FC                                     | 0 - 1                                          | 0 - 2                                          | Troisième                                      |
| 2004-2005                                      | Coupe UEFA                                     | Seizièmes de finale                            | Benfica Lisbonne                               | 2 - 0                                          | 1 - 1                                          | 3 - 1                                          |
| 2004-2005                                      | Coupe UEFA                                     | Huitièmes de finale                            | Partizan Belgrade                              | 2 - 0                                          | 1 - 1                                          | 3 - 1                                          |
| 2004-2005                                      | Coupe UEFA                                     | Quarts de finale                               | AJ Auxerre                                     | 4 - 0                                          | 0 - 2                                          | 4 - 2                                          |
| 2004-2005                                      | Coupe UEFA                                     | Demi-finales                                   | Parme FC                                       | 3 - 1                                          | 1 - 2                                          | 4 - 3                                          |
| 2004-2005                                      | Coupe UEFA                                     | Finale                                         | Sporting CP                                    | 3 - 1                                          | 3 - 1                                          | 3 - 1                                          |
| 2005-2006                                      | Supercoupe de l'UEFA                           | Finale                                         | Liverpool FC                                   | 1 - 3                                          | 1 - 3                                          | 1 - 3                                          |
| 2005-2006                                      | Coupe UEFA                                     | Premier tour                                   | FC Midtjylland                                 | 3 - 1                                          | 3 - 1                                          | 6 - 2                                          |
| 2005-2006                                      | Coupe UEFA                                     | Groupe F                                       | Olympique de Marseille                         | 1 - 2                                          | N/A                                            | Quatrième                                      |
| 2005-2006                                      | Coupe UEFA                                     | Groupe F                                       | Levski Sofia                                   | 2 - 1                                          | N/A                                            | Quatrième                                      |
| 2005-2006                                      | Coupe UEFA                                     | Groupe F                                       | SC Heerenveen                                  | N/A                                            | 0 - 0                                          | Quatrième                                      |
| 2005-2006                                      | Coupe UEFA                                     | Groupe F                                       | Dinamo Bucarest                                | N/A                                            | 0 - 1                                          | Quatrième                                      |
| 2006-2007                                      | Ligue des champions                            | Troisième tour Q                               | MFK Ružomberok                                 | 3 - 0                                          | 2 - 0                                          | 5 - 0                                          |
| 2006-2007                                      | Ligue des champions                            | Groupe G                                       | FC Porto                                       | 0 - 2                                          | 0 - 0                                          | Troisième                                      |
| 2006-2007                                      | Ligue des champions                            | Groupe G                                       | Hambourg SV                                    | 1 - 0                                          | 2 - 3                                          | Troisième                                      |
| 2006-2007                                      | Ligue des champions                            | Groupe G                                       | Arsenal FC                                     | 1 - 0                                          | 0 - 0                                          | Troisième                                      |
| 2006-2007                                      | Coupe UEFA                                     | Seizièmes de finale                            | Maccabi Haïfa                                  | 0 - 0                                          | 0 - 1                                          | 0 - 1                                          |
| 2007-2008                                      | Ligue des champions                            | Groupe G                                       | PSV Eindhoven                                  | 1 - 2                                          | 0 - 1                                          | Quatrième                                      |
| 2007-2008                                      | Ligue des champions                            | Groupe G                                       | Fenerbahçe SK                                  | 1 - 0                                          | 2 - 3                                          | Quatrième                                      |
| 2007-2008                                      | Ligue des champions                            | Groupe G                                       | Inter Milan                                    | 1 - 2                                          | 2 - 4                                          | Quatrième                                      |
| 2008-2009                                      | Coupe UEFA                                     | Premier tour                                   | Slaven Belupo                                  | 1 - 0                                          | 2 - 1                                          | 3 - 1                                          |
| 2008-2009                                      | Coupe UEFA                                     | Groupe F                                       | Deportivo La Corogne                           | 3 - 0                                          | N/A                                            | Premier                                        |
| 2008-2009                                      | Coupe UEFA                                     | Groupe F                                       | Feyenoord Rotterdam                            | N/A                                            | 3 - 1                                          | Premier                                        |
| 2008-2009                                      | Coupe UEFA                                     | Groupe F                                       | Lech Poznań                                    | 2 - 1                                          | N/A                                            | Premier                                        |
| 2008-2009                                      | Coupe UEFA                                     | Groupe F                                       | AS Nancy-Lorraine                              | N/A                                            | 4 - 3                                          | Premier                                        |
| 2008-2009                                      | Coupe UEFA                                     | Seizièmes de finale                            | Aston Villa                                    | 2 - 0                                          | 1 - 1                                          | 3 - 1                                          |
| 2008-2009                                      | Coupe UEFA                                     | Huitièmes de finale                            | Chakhtar Donetsk                               | 1 - 0                                          | 0 - 2                                          | 1 - 2                                          |
| 2009-2010                                      | Ligue des champions                            | Groupe B                                       | VFL Wolfsburg                                  | 2 - 1                                          | 1 - 3                                          | Deuxième                                       |
| 2009-2010                                      | Ligue des champions                            | Groupe B                                       | Beşiktaş JK                                    | 2 - 1                                          | 2 - 1                                          | Deuxième                                       |
| 2009-2010                                      | Ligue des champions                            | Groupe B                                       | Manchester United                              | 0 - 1                                          | 3 - 3                                          | Deuxième                                       |
| 2009-2010                                      | Ligue des champions                            | Huitièmes de finale                            | Séville FC                                     | 1 - 1                                          | 2 - 1                                          | 3 - 2                                          |
| 2009-2010                                      | Ligue des champions                            | Quarts de finale                               | Inter Milan                                    | 0 - 1                                          | 0 - 1                                          | 0 - 2                                          |
| 2010-2011                                      | Ligue Europa                                   | Barrage                                        | Anorthosis Famagouste                          | 4 - 0                                          | 2 - 1                                          | 6 - 1                                          |
| 2010-2011                                      | Ligue Europa                                   | Groupe F                                       | Lausanne-Sport                                 | 5 - 1                                          | 3 - 0                                          | Premier                                        |
| 2010-2011                                      | Ligue Europa                                   | Groupe F                                       | Sparta Prague                                  | 3 - 0                                          | 1 - 1                                          | Premier                                        |
| 2010-2011                                      | Ligue Europa                                   | Groupe F                                       | US Palerme                                     | 3 - 1                                          | 3 - 0                                          | Premier                                        |
| 2010-2011                                      | Ligue Europa                                   | Seizièmes de finale                            | PAOK Salonique                                 | 1 - 1                                          | 1 - 0                                          | 2 - 1                                          |
| 2010-2011                                      | Ligue Europa                                   | Huitièmes de finale                            | FC Porto                                       | 0 - 1                                          | 1 - 2                                          | 1 - 3                                          |
| 2011-2012                                      | Ligue des champions                            | Groupe B                                       | Lille OSC                                      | 0 - 2                                          | 2 - 2                                          | Deuxième                                       |
| 2011-2012                                      | Ligue des champions                            | Groupe B                                       | Inter Milan                                    | 2 - 3                                          | 2 - 1                                          | Deuxième                                       |
| 2011-2012                                      | Ligue des champions                            | Groupe B                                       | Trabzonspor                                    | 3 - 0                                          | 0 - 0                                          | Deuxième                                       |
| 2011-2012                                      | Ligue des champions                            | Huitièmes de finale                            | Real Madrid                                    | 1 - 1                                          | 1 - 4                                          | 1 - 5                                          |
| 2012-2013                                      | Ligue Europa                                   | Barrage                                        | AIK Solna                                      | 1 - 0                                          | 0 - 2                                          | 1 - 2                                          |
| 2013-2014                                      | Ligue des champions                            | Groupe D                                       | Bayern Munich                                  | 1 - 3                                          | 0 - 3                                          | Quatrième                                      |
| 2013-2014                                      | Ligue des champions                            | Groupe D                                       | Viktoria Plzeň                                 | 3 - 2                                          | 1 - 2                                          | Quatrième                                      |
| 2013-2014                                      | Ligue des champions                            | Groupe D                                       | Manchester City                                | 1 - 2                                          | 2 - 5                                          | Quatrième                                      |
| 2014-2015                                      | Ligue des champions                            | Groupe D                                       | AS Rome                                        | 1 - 1                                          | 1 - 5                                          | Quatrième                                      |
| 2014-2015                                      | Ligue des champions                            | Groupe D                                       | Bayern Munich                                  | 0 - 1                                          | 0 - 3                                          | Quatrième                                      |
| 2014-2015                                      | Ligue des champions                            | Groupe D                                       | Manchester City                                | 2 - 2                                          | 2 - 1                                          | Quatrième                                      |
| 2015-2016                                      | Ligue des champions                            | Troisième tour Q                               | Sparta Prague                                  | 2 - 2                                          | 3 - 2                                          | 5 - 4                                          |
| 2015-2016                                      | Ligue des champions                            | Barrage                                        | Sporting Portugal                              | 3 - 1                                          | 1 - 2                                          | 4 - 3                                          |
| 2015-2016                                      | Ligue des champions                            | Groupe B                                       | VfL Wolfsbourg                                 | 0 - 2                                          | 0 - 1                                          | Quatrième                                      |
| 2015-2016                                      | Ligue des champions                            | Groupe B                                       | PSV Eindhoven                                  | 3 - 2                                          | 1 - 2                                          | Quatrième                                      |
| 2015-2016                                      | Ligue des champions                            | Groupe B                                       | Manchester United                              | 1 - 1                                          | 0 - 1                                          | Quatrième                                      |
| 2016-2017                                      | Ligue des champions                            | Groupe E                                       | Bayer Leverkusen                               | 1 - 1                                          | 2 - 2                                          | Quatrième                                      |
| 2016-2017                                      | Ligue des champions                            | Groupe E                                       | Tottenham Hotspur                              | 0 - 1                                          | 1 - 3                                          | Quatrième                                      |
| 2016-2017                                      | Ligue des champions                            | Groupe E                                       | AS Monaco                                      | 1 - 1                                          | 0 - 3                                          | Quatrième                                      |
| 2017-2018                                      | Ligue des champions                            | Troisième tour Q                               | AEK Athènes                                    | 1 - 0                                          | 2 - 0                                          | 3 - 0                                          |
| 2017-2018                                      | Ligue des champions                            | Barrage                                        | BSC Young Boys                                 | 1 - 0                                          | 2 - 0                                          | 3 - 0                                          |
| 2017-2018                                      | Ligue des champions                            | Groupe A                                       | Benfica Lisbonne                               | 2 - 0                                          | 2 - 1                                          | Troisième                                      |
| 2017-2018                                      | Ligue des champions                            | Groupe A                                       | Manchester United                              | 1 - 4                                          | 1 - 2                                          | Troisième                                      |
| 2017-2018                                      | Ligue des champions                            | Groupe A                                       | FC Bâle                                        | 0 - 2                                          | 2 - 1                                          | Troisième                                      |
| 2017-2018                                      | Ligue Europa                                   | Seizièmes de finale                            | Étoile rouge de Belgrade                       | 1 - 0                                          | 0 - 0                                          | 1 - 0                                          |
| 2017-2018                                      | Ligue Europa                                   | Huitièmes de finale                            | Olympique lyonnais                             | 0 - 1                                          | 3 - 2                                          | 3E - 3                                         |
| 2017-2018                                      | Ligue Europa                                   | Quarts de finale                               | Arsenal FC                                     | 2 - 2                                          | 1 - 4                                          | 3 - 6                                          |
| 2018-2019                                      | Ligue des champions                            | Groupe G                                       | Real Madrid                                    | 1 - 0                                          | 3 - 0                                          | Quatrième                                      |
| 2018-2019                                      | Ligue des champions                            | Groupe G                                       | AS Rome                                        | 1 - 2                                          | 0 - 3                                          | Quatrième                                      |
| 2018-2019                                      | Ligue des champions                            | Groupe G                                       | Viktoria Plzeň                                 | 1 - 2                                          | 2 - 2                                          | Quatrième                                      |
| 2019-2020                                      | Ligue Europa                                   | Groupe H                                       | Ludogorets Razgrad                             | 1 - 1                                          | 1 - 5                                          | Quatrième                                      |
| 2019-2020                                      | Ligue Europa                                   | Groupe H                                       | Espanyol de Barcelone                          | 0 - 2                                          | 1 - 0                                          | Quatrième                                      |
| 2019-2020                                      | Ligue Europa                                   | Groupe H                                       | Ferencváros TC                                 | 0 - 1                                          | 0 - 0                                          | Quatrième                                      |
| 2020-2021                                      | Ligue Europa                                   | Groupe K                                       | Dinamo Zagreb                                  | 0 - 0                                          | 1 - 3                                          | Quatrième                                      |
| 2020-2021                                      | Ligue Europa                                   | Groupe K                                       | Feyenoord Rotterdam                            | 0 - 0                                          | 1 - 3                                          | Quatrième                                      |
| 2020-2021                                      | Ligue Europa                                   | Groupe K                                       | Wolfsberger AC                                 | 0 - 1                                          | 1 - 1                                          | Quatrième                                      |

## Bilan
| Compétition              | Titres | P  | M   | V  | N  | D  | BP  | BC  | Diff. |
| ------------------------ | ------ | -- | --- | -- | -- | -- | --- | --- | ----- |
| Ligue des champions (C1) | -      | 15 | 104 | 34 | 24 | 46 | 125 | 155 | -30   |
| Coupe des coupes (C2)    | -      | 2  | 4   | 2  | 0  | 2  | 5   | 5   | 0     |
| Ligue Europa (C3)        | 1      | 13 | 69  | 31 | 18 | 20 | 97  | 67  | +30   |
| Supercoupe de l'UEFA     | -      | 1  | 1   | 0  | 0  | 1  | 1   | 3   | -2    |
| Total                    | 1      | 31 | 178 | 67 | 42 | 69 | 228 | 230 | -2    |